# 町田博文
町田 博文（まちだ ひろぶみ、1953年 - ）は、日本の洋画家。茨城県笠間市出身。
日展文部科学大臣賞・日本芸術院賞受賞。日展理事、光風会副理事長。茨城県美術展覧会副会長。茨城県文化審議会委員。

## 略歴
- 1953年 - 茨城県西茨城郡岩間町（現在の笠間市）に生まれる。
- 1976年 - 茨城大学教育学部美術科卒業。
- 2000年 - 日展・特選受賞[1]。作品：「雪の朝」。
- 2001年 - 光風会展会員賞受賞。作品：「古都の春」。
- 2002年 - 光風会展安田火災美術財団奨励賞受賞。作品：「白い街並」。
- 2003年 - 日展・特選受賞[1]。作品：「新雪の麓」。
- 2004年 - 光風会展田村一男記念賞受賞。作品：「ローマの空」。
- 2008年 - 第94回光風会展で文部科学大臣受賞。作品：「休日の街並」。
- 2010年 - 日展会員となる。
- 2013年 - 公募団体ベストセレクション美術2013展出品（東京都美術館）。
- 2018年 - 改組新第5回日展で文部科学大臣賞受賞[2]。作品 : 「新雪の河畔」。
- 2020年 - 茨城県功績者表彰。
- 2022年 - 日展理事就任。
- 2023年 - 地域文化功労者文部科学大臣表彰。
- 2024年 - 第10回日展出品作「雪はれる」で日本芸術院賞を受賞[3]。茨城県特別功績者表彰。